# Râul Bogdănița
Râul Bogdănița (njumit și Râul Bogdăneasca sau Râul Muții) este un afluent al râul Râșca. 

## Hărți
- Harta județului Suceava